# 마샤 오드리스콜

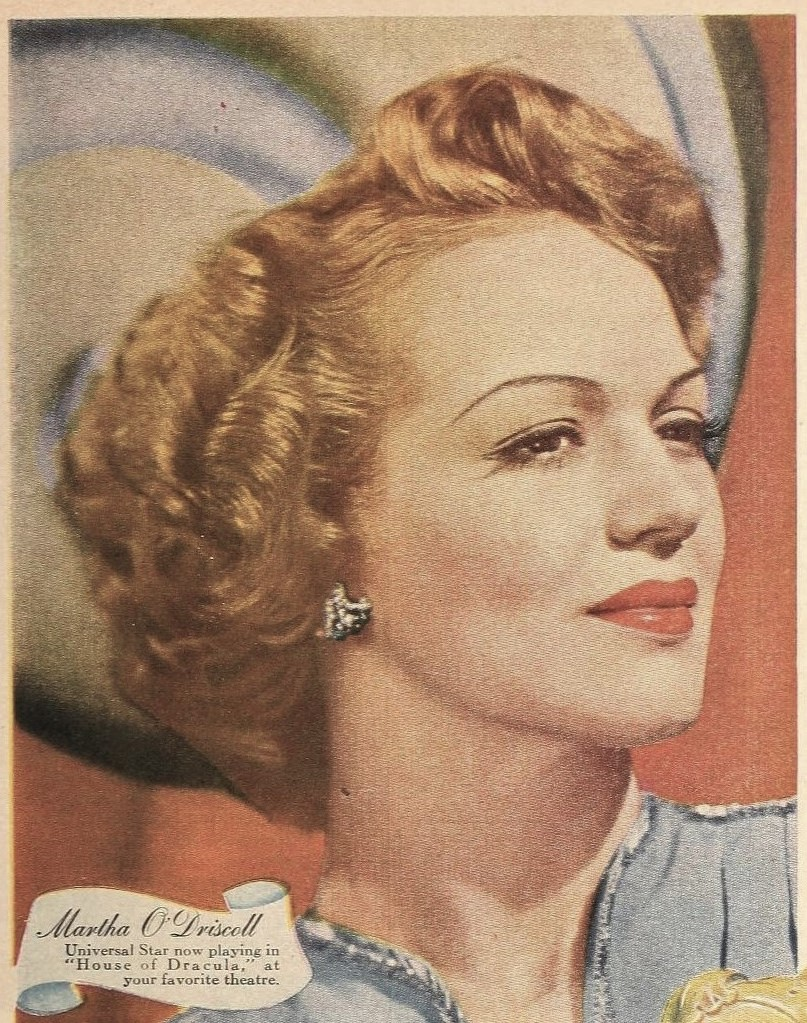

마샤 오드리스콜(Martha O'Driscoll, 1922년 3월 4일 ~ 1998년 11월 3일)은 미국의 배우, 영화배우이다.
털사에서 태어났으며 오캘라에서 사망하였다. 사인은 질병이다.

## 영화
- 카네기 홀 (1947년)
- 크리미널 코트 (1946년)
- 드라큐라의 집 (1945년)
- 허 럭키 나이트 (1945년)
- 폴로우 더 보이즈 (1944년)
- 립 더 와일드 윈드 (1942년)
- 허 퍼스트 보우 (1941년)
- 레이디 이브 (1941년)
- 릴 애브너 (1940년)
- 매드 어바웃 뮤직 (1938년)